# Corinne Nugter
Corinne Nugter (Emmeloord, 28 maart 1992) is een Nederlandse atlete, die gespecialiseerd is in het kogelstoten en discuswerpen. Ze is meervoudig Nederlands kampioene bij het discuswerpen.

## Biografie

### Jeugd
Nugter had al vijf nationale titels bij de B-meisjes op zak, toen zij in 2009 haar eerste internationale succes bij de junioren boekte. Op het Europees Jeugd Olympisch Festival veroverde zij met 14,58 m de titel bij het kogelstoten en pakte zij de zilveren medaille bij het discuswerpen. Hier werd haar 45,54 alleen overtroffen door de Oekraïense Viktoriya Klochko met 48,32. Bij de wereldjuniorenkampioenschappen een jaar later sneuvelde ze in de kwalificatieronde op beide onderdelen. In 2011 werd ze zesde op beide onderdelen bij de Europese jeugdkampioenschappen.

### Senioren
Haar eerste succes bij de senioren boekte Nugter in 2013 door Nederlandse kampioene te worden bij het discuswerpen. Deze titel prolongeerde ze hierna viermaal. In 2014 won Nugter ook de nationale indoortitel bij het kogelstoten, nadat ze in 2013 al eens tweede was geworden.
In 2016 verbeterde ze bij de Ter Specke Bokaal haar persoonlijk record bij het discuswerpen tot 56,23. Later dat nam ze deel aan de Europese kampioenschappen atletiek in Amsterdam. Met 55,52 sneuvelde ze in de kwalificatieronde.
Nugter plaatste zich voor de Europese kampioenschappen, van 6 tot en met 12 augustus 2018 in Berlijn, door op 17 mei van dat jaar de discus over de magische grens van 60 meter te gooien bij een wedstrijd in Heerhugowaard. De 60,02 meter was een persoonlijk record en ruim boven de EK-limiet van 58,50 meter.
Nugter is aangesloten bij AV NOP in Emmeloord. Ze wordt gesponsord door Best Western Hotel 't Voorthuys, THP Advocaten, Pim van der Maden, Huib van der Wal, Miracle Design, Xtraveler Bergsportreizen. Ze is werkzaam als Junior adviseur bij Sportbedrijf Arnhem.

## Nederlandse kampioenschappen
| Onderdeel            | Jaar                                     |
| -------------------- | ---------------------------------------- |
| discuswerpen         | 2013, 2014, 2015, 2016, 2017, 2018, 2019 |
| kogelstoten (indoor) | 2014                                     |

## Persoonlijke records
Outdoor
| Onderdeel    | Prestatie | Datum       | Plaats        |
| ------------ | --------- | ----------- | ------------- |
| kogelstoten  | 15,80 m   | 11 mei 2013 | Lisse         |
| discuswerpen | 60,02 m   | 17 mei 2018 | Heerhugowaard |

Indoor
| Onderdeel    | Prestatie | Datum            | Plaats    |
| ------------ | --------- | ---------------- | --------- |
| kogelstoten  | 15,64 m   | 31 januari 2009  | Apeldoorn |
| discuswerpen | 51,16 m   | 28 februari 2015 | Växjö     |

## Palmares

### discuswerpen
- 2009:  EJOF - 45,54 m
- 2010: 11e in kwal. WK U20 - 46,29 m
- 2011: 6e EK U20 - 49,51 m
- 2011:  NK - 50,62 m
- 2012:  NK - 50,14 m
- 2013:  NK - 51,87 m
- 2013: 11e EK U23 - 49,26 m (in kwal. 51,60 m)
- 2014:  NK - 51,54 m
- 2014: 12e Europacup Landenteams - 48,76 m
- 2015:  NK - 52,33 m
- 2015: 5e Europacup Landenteams - 53,31 m
- 2015  Gouden Spike - 54,41 m
- 2015: 8e FBK Games - 54,94 m
- 2016:  NK - 54,04 m
- 2016: 10e in kwal. EK - 55,52 m
- 2017:  NK - 55,95 m
- 2018:  Ter Specke Bokaal te Lisse - 57,80 m
- 2018:  NK - 59,10 m
- 2019:  NK - 58,02 m
- 2021:  Ter Specke Bokaal - 50,45 m
- 2021:  NK - 52,27 m
- 2022:  NK - 53,01 m
- 2023:  NK - 53,00 m

### kogelstoten
- 2009:  EJOF - 14,58 m
- 2010: 6e in kwal. WK U20 - 14,37 m
- 2011: 6e EK U20 - 15,37 m
- 2012:  NK - 15,23 m
- 2013:  NK indoor - 15,61 m
- 2013:  NK - 15,38 m
- 2013: kwal. EK U23 - 15,01 m
- 2014:  NK indoor - 14,98 m